# 岡崎祥久
岡崎 祥久（おかざき よしひさ、1968年8月17日- ）は、日本の小説家。東京都出身。早稲田大学第二文学部卒業。

## 経歴
- 1997年、「秒速10センチの越冬」で第40回群像新人文学賞を受賞してデビュー。
- 1998年、『秒速10センチの越冬』で第20回野間文芸新人賞候補。
- 2000年、「楽天屋」で第123回芥川龍之介賞候補、『楽天屋』で第22回野間文芸新人賞受賞。
- 2002年、「南へ下る道」で第126回芥川龍之介賞候補。
- 2008年、「ctの深い川の町」で第139回芥川龍之介賞候補。

## 作風
- デビュー以来、「現代のプロレタリア文学」あるいは「ニュープロレタリア文学」と評されることが多い。また、『文藝別冊　90年代J文学マップ』では「脱力フリーター系ゾーン」に分類されている。ただし、自身は就職経験をもたない。

## 作品リスト
- 『秒速10センチの越冬』（1997年、講談社）
  - 初出:『群像』1997年6月号
- 『バンビーノ』（2000年、理論社）書き下ろし
- 『楽天屋』（2000年、講談社）
  - なゆた（『群像』1997年12月号）
  - 孤独のみちかけ（『群像』1998年5月号）
  - 楽天屋（『群像』2000年2月号）
- 『南へ下る道』（2002年、講談社）
  - 醜男きたりなば（『群像』2000年12月号）
  - 南へ下る道（『群像』2001年11月号）
- 『首鳴り姫』（2002年、講談社）書き下ろし長編
- 『昨日この世界で』（2004年、文藝春秋）
  - 初出:『別冊文藝春秋』2004年1月号 - 5月号
- 『独学魔法ノート』（2005年、理論社）書き下ろし
- 『ctの深い川の町』（2008年、講談社）
  - 初出: 『群像』2008年6月号
- 『文学的なジャーナル』（2008年、草思社）
  - 初出: 『Web草思』2006年10月26日〜2007年10月25日
- 『千年ギツネ』（2009年、理論社）書き下ろし再話集
- 『ファンタズマゴーリア』（2014年、講談社）
  - ファンタズマゴーリア（『群像』2012年10月号）
- 『ポシーとポパー ふたりは探偵　魔界からの挑戦』（2020年、理論社）オカザキ・ヨシヒサ名義での書き下ろし

### 単行本未収録作品
- ニジイロのセカイ（『文學界』2001年2月号）
- ハイパーメトロピア（『すばる』2001年7月号）
- 甘くて暗愚で不誠実（『新潮』2001年10月号）
- 玉子はずっと固いままで、やわらかくなることはなかった（『群像』2003年1月号）
- ムッシュ・ボンボネール（『文學界』2003年6月号）
- 三つの入口と一つの入口（『群像』2003年10月号）
- ナラズモノの唄（『群像』2004年12月号）
- 届け物はロバに乗って（『飛ぶ教室』2006年夏号）
- うずら（『群像』2006年10月号）
- 日竹カンパニ（『すばる』2006年11月号）
- 美女の林間の空地（『文學界』2007年8月号）
- 青空（『群像』2011年7月号）
- キャッシュとディッシュ（『文學界』2020年8月号）
- 機械ウサギの発明品（Webサイト「tree」2020年7月7日）オカザキ・ヨシヒサ名義
- パーミション（『文學界』2022年2月号）